# Vôge

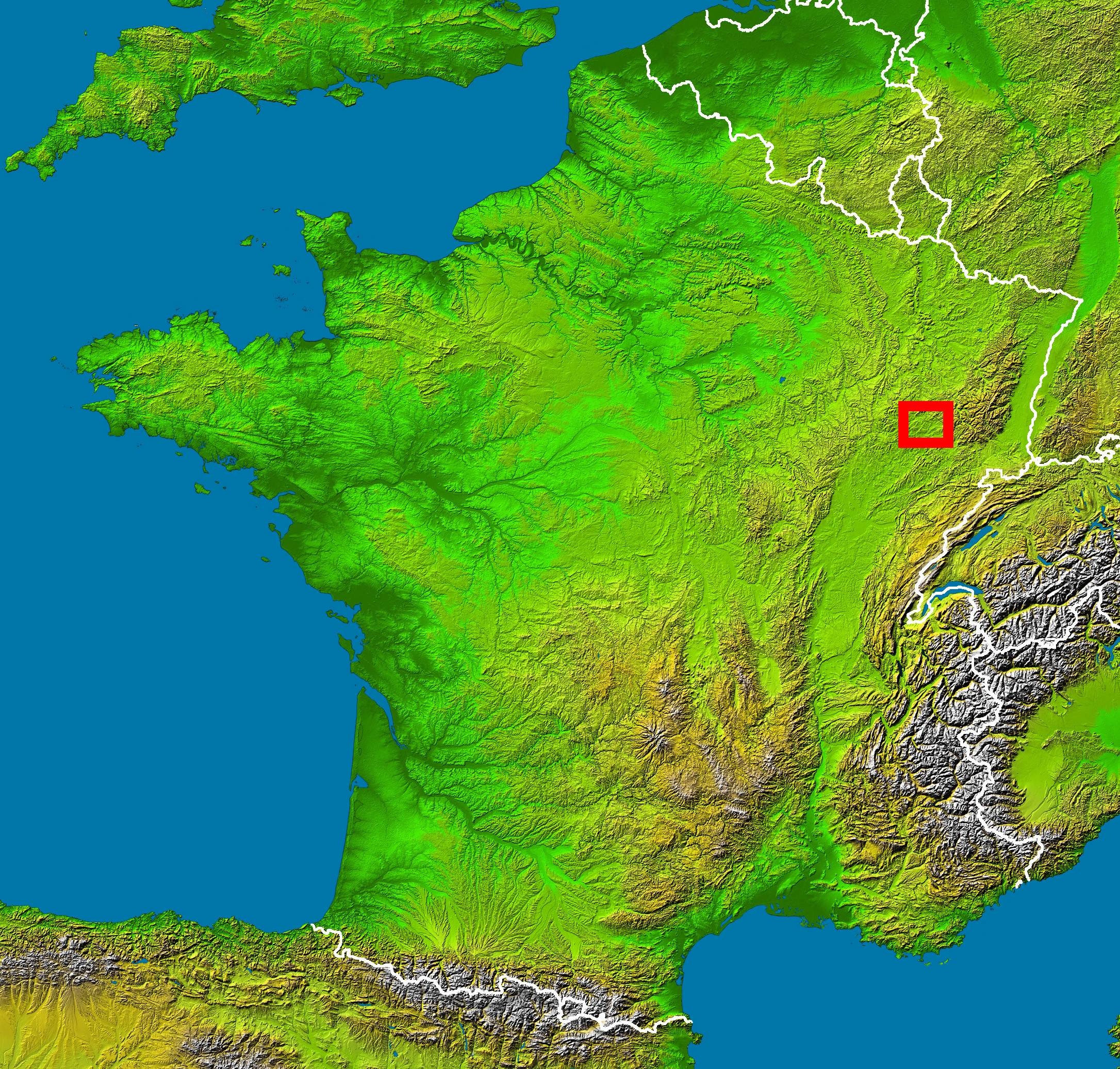
Lage der Vôge in Frankreich

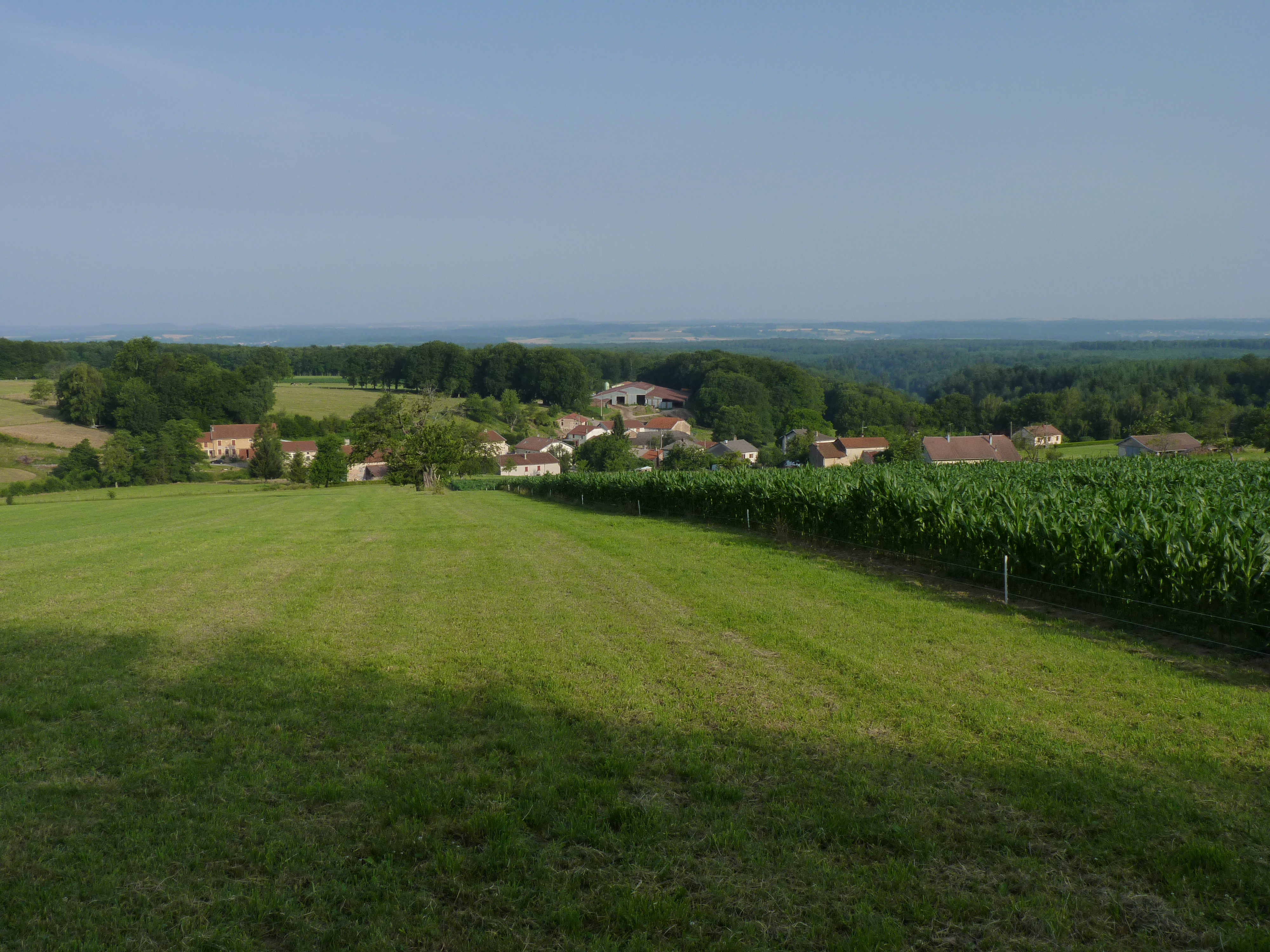
Die Vôge bei La Frizon in der Gemeinde Hennezel

Die Vôge ist ein Sandsteinplateau im Nordosten Frankreichs. Es schließt an die südwestlichen Ausläufer der Vogesen an und erstreckt sich auf ein etwa 700 km² großes Gebiet im Südosten der Region Grand Est und im äußersten Norden der Region Bourgogne-Franche-Comté. Der Name entwickelte sich aus Vosagia und ist seit dem 11. Jahrhundert als Vogia belegt.
Die heutige Landschaftsbezeichnung Vôge beschränkt sich auf das Gebiet der Europäischen Hauptwasserscheide um die Quellen und Oberläufe der Saône, des Côney und der Sémouse in den Départements Vosges und Haute-Saône in einem Dreieck zwischen Remiremont, Vittel und Saint-Loup-sur-Semouse, während sich die bis zum 18. Jahrhundert existierende Vogtei Vôge, deren Sitz sich in Mirecourt befand, auch weiter nördlich liegende Gebiete um die Städte Châtenois, Arches und Charmes umfasste. Der Höhenzug Monts Faucilles leitet von der Vôge in Richtung Westen zum Plateau von Langres über.
Charakteristisch für die Vôge sind großflächige Mischwälder (Buche, Eiche, Kiefer), kleine Seen sowie Thermalquellen, die in den Kurorten Bains-les-Bains und Plombières-les-Bains genutzt werden. An einigen älteren Gebäuden sieht man noch die für die Region typischen Dachziegel aus Sandsteinplatten. Das Gebiet ist dünn besiedelt. Haupterwerbszweige sind die Landwirtschaft und der Tourismus. Industriebetriebe gibt es lediglich um Xertigny an der Grenze zur Region der oberen Mosel, die eine wesentlich höhere Industriedichte aufweist.
Ab dem 15. Jahrhundert stand die Glasmacherei in der Vôge in hoher Blüte. Schon früh gab es einen Wissensaustausch mit den berühmten Glasmachern von Murano. Aus den Zentren in Darney und Hennezel (Glasmuseum im Ortsteil Clairey) kamen hochwertige farbige Arbeiten und verbreiteten sich weit über die Grenzen Frankreichs.
Die älteste kartografische Darstellung findet sich auf der 1513 gedruckten Lothringen-Westrich-Karte von Martin Waldseemüller. Die Vôge ist dort als Vogesus mons von den mit Vosagus bezeichneten Vogesen unterschieden. Der Landschaftsname Vôge ist auf modernen Karten selten zu finden. Seit einiger Zeit wird er zunehmend im touristischen Bereich sowie in den Namen der Gemeindeverbände (Communauté de communes) Val de Vôge und Vôge vers les Rives de la Moselle verwendet.